# Unitäre Abbildung
Eine unitäre Abbildung oder unitäre Transformation ist in der Mathematik eine Abbildung zwischen zwei komplexen Skalarprodukträumen, die das Skalarprodukt erhält. Unitäre Abbildungen sind stets linear, injektiv, normerhaltend und abstandserhaltend, in manchen Quellen wird außerdem Invertierbarkeit gefordert. Die bijektiven unitären Abbildungen eines Skalarproduktraums in sich bilden mit der Hintereinanderausführung als Verknüpfung eine Untergruppe der Automorphismengruppe des Raums. Die Eigenwerte einer solchen Abbildung haben alle den Betrag eins. In endlichdimensionalen Skalarprodukträumen können bijektive unitäre Abbildungen durch unitäre Matrizen dargestellt werden.
Die entsprechenden Gegenstücke bei reellen Skalarprodukträumen sind orthogonale Abbildungen. Eine bijektive unitäre Abbildung zwischen zwei Hilberträumen wird auch unitärer Operator genannt.

## Definition
Eine Abbildung {\displaystyle f\colon V\to W} zwischen zwei komplexen Skalarprodukträumen {\displaystyle (V,\langle \cdot ,\cdot \rangle _{V})} und {\displaystyle (W,\langle \cdot ,\cdot \rangle _{W})} heißt unitär, wenn für alle Vektoren {\displaystyle u,v\in V}
{\displaystyle \langle f(u),f(v)\rangle _{W}=\langle u,v\rangle _{V}}
gilt. Eine unitäre Abbildung ist demnach dadurch charakterisiert, dass sie das Skalarprodukt von Vektoren erhält. Insbesondere bildet eine unitäre Abbildung zueinander orthogonale Vektoren {\displaystyle v} und {\displaystyle w} (also Vektoren, deren Skalarprodukt null ist) auf zueinander orthogonale Vektoren {\displaystyle f(v)} und {\displaystyle f(w)} ab.

## Beispiele
Die identische Abbildung
{\displaystyle f\colon V\to V,\,x\mapsto x}
ist trivialerweise unitär. Im Koordinatenraum {\displaystyle \mathbb {C} ^{n}} sind unitäre Abbildungen gerade von der Form
{\displaystyle f\colon \mathbb {C} ^{n}\to \mathbb {C} ^{n},\,x\mapsto U\cdot x},
wobei {\displaystyle U\in \mathbb {C} ^{n\times n}} eine unitäre Matrix ist. Im Raum {\displaystyle \ell ^{2}} der quadratisch summierbaren komplexen Zahlenfolgen stellt beispielsweise der bilaterale Shift
{\displaystyle f\colon \ell ^{2}({\mathbb {Z} })\rightarrow \ell ^{2}({\mathbb {Z} }),\,\,(a_{n})_{n\in {\mathbb {Z} }}\mapsto (a_{n-1})_{n\in {\mathbb {Z} }}}
eine unitäre Abbildung dar. Weitere wichtige unitäre Abbildungen sind Integraltransformationen der Form
{\displaystyle f\colon L^{2}(\mathbb {R} )\to L^{2}(\mathbb {R} ),\,g\mapsto \int _{\mathbb {R} }K(x,\cdot )\,g(x)~dx}
mit einem geeignet gewählten Integralkern {\displaystyle K}. Ein wichtiges Beispiel hierfür ist die Fouriertransformation, deren Unitarität aus dem Satz von Plancherel folgt.

## Eigenschaften
Im Folgenden sei das komplexe Skalarprodukt linear im ersten und semilinear im zweiten Argument. Die Zusätze {\displaystyle V,W} werden dabei weggelassen, da durch das Argument klar wird, um welchen Raum es sich jeweils handelt.

### Linearität
Eine unitäre Abbildung ist linear, das heißt für alle Vektoren {\displaystyle u,v\in V} und Skalare {\displaystyle a,b\in \mathbb {C} } gilt
{\displaystyle f(au+bv)=af(u)+bf(v)}.
Es gilt nämlich aufgrund der Sesquilinearität und der Hermitizität des Skalarprodukts
{\displaystyle {\begin{aligned}&\langle f(u+v)-f(u)-f(v),f(u+v)-f(u)-f(v)\rangle =\\&=\langle f(u+v),f(u+v)\rangle -2\operatorname {Re} \langle f(u+v),f(u)\rangle -2\operatorname {Re} \langle f(u+v),f(v)\rangle +\langle f(u),f(u)\rangle +2\operatorname {Re} \langle f(u),f(v)\rangle +\langle f(v),f(v)\rangle =\\&=\langle u+v,u+v\rangle -2\operatorname {Re} \langle u+v,u\rangle -2\operatorname {Re} \langle u+v,v\rangle +\langle u,u\rangle +2\operatorname {Re} \langle u,v\rangle +\langle v,v\rangle =\\&=\langle u+v,u+v\rangle -2\langle u+v,u+v\rangle +\langle u+v,u+v\rangle =0\end{aligned}}}
sowie
{\displaystyle {\begin{aligned}&\langle f(au)-af(u),f(au)-af(u)\rangle =\langle f(au),f(au)\rangle -2\operatorname {Re} \langle f(au),af(u)\rangle +\langle af(u),af(u)\rangle =\\&=\langle f(au),f(au)\rangle -2{\bar {a}}\operatorname {Re} \langle f(au),f(u)\rangle +|a|^{2}\langle f(u),f(u)\rangle =\langle au,au\rangle -2\langle au,au\rangle +\langle au,au\rangle =0.\end{aligned}}}
Aus der positiven Definitheit des Skalarprodukts folgt daraus dann die Additivität und die Homogenität der Abbildung.

### Injektivität
Der Kern einer unitären Abbildung enthält nur den Nullvektor, denn für {\displaystyle v\in \operatorname {ker} f} gilt
{\displaystyle \langle v,v\rangle =\langle f(v),f(v)\rangle =\langle 0,0\rangle =0}
und aus der positiven Definitheit des Skalarprodukts folgt daraus dann {\displaystyle v=0}. Eine unitäre Abbildung ist demnach stets injektiv. Sind {\displaystyle V} und {\displaystyle W} endlichdimensional mit der gleichen Dimension, dann gilt aufgrund des Rangsatzes
{\displaystyle \dim V=\dim \mathrm {ker} (f)+\dim \mathrm {im} (f)=\dim \mathrm {im} (f)}
und somit ist {\displaystyle f} auch surjektiv und damit bijektiv. Unitäre Abbildungen zwischen unendlichdimensionalen Räumen müssen jedoch nicht notwendigerweise surjektiv sein; ein Beispiel hierfür ist der Rechtsshift.

### Normerhaltung
Eine unitäre Abbildung erhält die Skalarproduktnorm eines Vektors, das heißt
{\displaystyle \|f(v)\|=\|v\|},
denn es gilt
{\displaystyle \|f(v)\|^{2}=\langle f(v),f(v)\rangle =\langle v,v\rangle =\|v\|^{2}}.
Umgekehrt ist jede lineare Abbildung zwischen zwei komplexen Skalarprodukträumen, die die Skalarproduktnorm erhält, unitär. Es gilt nämlich aufgrund der Sesquilinearität und der Hermitizität des Skalarprodukts einerseits
{\displaystyle \|f(u+v)\|^{2}=\|u+v\|^{2}=\langle u+v,u+v\rangle =\langle u,u\rangle +2\operatorname {Re} \langle u,v\rangle +\langle v,v\rangle =\|u\|^{2}+2\operatorname {Re} \langle u,v\rangle +\|v\|^{2}}
und mit der Linearität der Abbildung andererseits
{\displaystyle {\begin{aligned}\|f(u+v)\|^{2}&=\|f(u)+f(v)\|^{2}=\langle f(u)+f(v),f(u)+f(v)\rangle =\\&=\|f(u)\|^{2}+2\operatorname {Re} \langle f(u),f(v)\rangle +\|f(v)\|^{2}=\|u\|^{2}+2\operatorname {Re} \langle f(u),f(v)\rangle +\|v\|^{2}.\end{aligned}}}
Durch Gleichsetzen der beiden Gleichungen folgt daraus dann die Übereinstimmung der Realteile. Durch eine analoge Betrachtung von {\displaystyle f(u+iv)} folgt auch die Übereinstimmung der Imaginärteile und damit die Unitarität der Abbildung.

### Isometrie
Aufgrund der Normerhaltung und der Linearität erhält eine unitäre Abbildung auch den Abstand zweier Vektoren, denn für die von der Norm induzierte Metrik {\displaystyle d} gilt
{\displaystyle d(f(u),f(v))=\|f(u)-f(v)\|=\|f(u-v)\|=\|u-v\|=d(u,v)}.
Eine unitäre Abbildung stellt damit eine Isometrie dar. Umgekehrt ist jede lineare Abbildung zwischen zwei Skalarprodukträumen unitär, wenn sie Abstände erhält. Aus der Polarisationsformel folgt nämlich
{\displaystyle {\begin{aligned}4\langle f(u),f(v)\rangle &=\|f(u)+f(v)\|^{2}-\|f(u)-f(v)\|^{2}+i\|f(u)+if(v)\|^{2}-i\|f(u)-if(v)\|^{2}=\\&=\|f(u)-f(-v)\|^{2}-\|f(u)-f(v)\|^{2}+i\|f(u)-f(-iv)\|^{2}-i\|f(u)-f(iv)\|^{2}=\\&=\|u+v\|^{2}-\|u-v\|^{2}+i\|u+iv\|^{2}-i\|u-iv\|^{2}=4\langle u,v\rangle .\end{aligned}}}
Existiert eine bijektive unitäre Abbildung zwischen zwei Skalarprodukträumen, dann sind die beiden Räume isometrisch isomorph.

## Unitäre Endomorphismen

### Gruppeneigenschaften
Eine unitäre Abbildung {\displaystyle f\colon V\to V} stellt einen Endomorphismus dar. Die Hintereinanderausführung {\displaystyle f\circ g} zweier unitärer Endomorphismen ist wiederum unitär, denn es gilt
{\displaystyle \langle (f\circ g)(u),(f\circ g)(v)\rangle =\langle f(g(u)),f(g(v))\rangle =\langle g(u),g(v)\rangle =\langle u,v\rangle }.
Ist ein unitärer Endomorphismus bijektiv, dann ist seine Inverse {\displaystyle f^{-1}} aufgrund von
{\displaystyle \langle f^{-1}(u),f^{-1}(v)\rangle =\langle f(f^{-1}(u)),f(f^{-1}(v))\rangle =\langle u,v\rangle }
ebenfalls unitär. Die bijektiven unitären Endomorphismen von {\displaystyle V} bilden demnach eine Untergruppe der Automorphismengruppe {\displaystyle \mathrm {Aut} (V)}. Ist der Raum endlichdimensional mit der Dimension {\displaystyle n}, so ist diese Gruppe isomorph zur unitären Gruppe {\displaystyle \mathrm {U} (n)}.

### Eigenwerte
Ist {\displaystyle \lambda \in \mathbb {C} } ein Eigenwert einer unitären Abbildung {\displaystyle f\colon V\to V} mit zugehörigem Eigenvektor {\displaystyle v}, so gilt
{\displaystyle \|v\|=\|f(v)\|=\|\lambda v\|=|\lambda |\,\|v\|}
und damit {\displaystyle |\lambda |=1}. Die Eigenwerte einer unitären Abbildung haben also alle den Betrag eins und sind demnach von der Form
{\displaystyle \lambda =e^{it}}
mit {\displaystyle t\in \mathbb {R} }.

### Abbildungsmatrix
Die Abbildungsmatrix {\displaystyle A_{f}} einer unitären Abbildung {\displaystyle f\colon V\to V} bezüglich einer Orthonormalbasis {\displaystyle \{e_{1},\ldots ,e_{n}\}} von {\displaystyle V} ist stets unitär, das heißt
{\displaystyle A_{f}^{\mathsf {H}}A_{f}=I},
denn es gilt
{\displaystyle \langle f(v),f(w)\rangle =(A_{f}x)^{\mathsf {H}}(A_{f}y)=x^{\mathsf {H}}A_{f}^{\mathsf {H}}A_{f}y=x^{\mathsf {H}}y=\langle v,w\rangle },
wobei {\displaystyle v=x_{1}e_{1}+\ldots +x_{n}e_{n}} und {\displaystyle w=y_{1}e_{1}+\ldots +y_{n}e_{n}} sind.

## Unitäre Operatoren
Eine bijektive unitäre Abbildung {\displaystyle T\colon V\to W} zwischen zwei Hilberträumen wird auch unitärer Operator genannt. Unitäre Operatoren sind stets beschränkt und, falls {\displaystyle V=W}, normal. Der inverse Operator eines unitären Operators ist gleich seinem adjungierten Operator, das heißt, es gilt
{\displaystyle T^{-1}=T^{\ast }}.
Wichtige Beispiele für unitäre Operatoren zwischen Funktionenräumen sind die Fouriertransformation und die Zeitentwicklungsoperatoren der Quantenmechanik.